# Lăki
Lăki (bulgariska: Лъки) är en ort i Bulgarien.   Den ligger i kommunen Obsjtina Lăki och regionen Plovdiv, i den centrala delen av landet, 160 km sydost om huvudstaden Sofia. Lăki ligger 944 meter över havet och antalet invånare är 3 258.